# Sukajaya (Cisewu)
Sukajaya is een bestuurslaag in het regentschap Garut van de provincie West-Java, Indonesië. Sukajaya telt 5015 inwoners (volkstelling 2010).